# Гидросфера Луны
Гидросфера Луны — совокупность всех водных ресурсов естественного происхождения на поверхности и внутри Луны. Хотя Луна традиционно считалась безводным телом, современные исследования показывают наличие воды в различных формах и количествах на её поверхности и под ней.

## История исследований
В течение многих лет считалось, что Луна полностью лишена воды из-за отсутствия атмосферы и экстремальных температурных условий. Однако начиная с конца XX века, данные от космических миссий начали указывать на возможное присутствие воды на лунной поверхности. Например, миссия NASA «Клементина» в 1994 году предоставила первые доказательства наличияльда  в кратерах вблизи полюсов Луны. Позже миссии Lunar Prospector, запущенная в 1998 году, подтвердила эти выводы, обнаружив следы водорода, который может быть связан с наличием воды.
В 2009 году индийская миссия Chandrayaan-1 с помощью прибора Moon Mineralogy Mapper (M³) нашла убедительные свидетельства присутствия молекул воды на всей поверхности Луны, а не только в полярных регионах. Эти открытия изменили представление о гидросфере Луны и показали, что вода может присутствовать даже в небольших количествах в виде адсорбированной воды или гидроксильных групп на минералах.

## Формы существования воды
На Луне вода существует в нескольких формах:
1. Лёд: Предполагается, что лёд находится в постоянно затенённых областях у полюсов Луны, где температура никогда не поднимается выше −150 °C. Этот лёд может быть важным ресурсом для будущих пилотируемых миссий и колонизации Луны.
2. Адсорбированная вода: Вода может находиться в связанном состоянии на поверхности минералов, особенно в реголите. Эта форма воды была подтверждена миссией Chandrayaan-1.
3. Гидроксил (OH) группы: Некоторые минералы могут содержать гидроксильные группы, которые также считаются формой связанной воды.

## Потенциальные источники воды
Источники воды на Луне могут включать:
- Кометы и астероиды: Столкновения комет и астероидов с поверхностью Луны могли доставить воду на Луну.
- Солнечный ветер: Водород, приносимый солнечным ветром, мог взаимодействовать с оксидами на поверхности Луны, образуя воду.
- Внутренние процессы: Возможно, вода могла возникнуть вследствие вулканической активности или других геологических процессов внутри Луны.

## Значение для будущих миссий
Наличие воды на Луне имеет огромное значение для будущих пилотируемых миссий и создания постоянных баз на Луне. Вода может использоваться для питья, производства кислорода для дыхания, а также для получения ракетного топлива путём электролиза воды на кислород и водород.
Исследования гидросферы Луны продолжаются, и будущие миссии, такие как NASA **Artemis**, будут направлены на дальнейшее изучение и использование водных ресурсов Луны.

## Внешние ссылки
- Лунный разведывательный орбитальный аппарат
- Chandrayaan-1 Mission